# Ешмікеєво
Ешміке́єво (рос. Эшмикеево, чув. Энтепе) — село у складі Яльчицького району Чувашії, Росія. Входить до складу Янтіковського сільського поселення.
Населення — 202 особи (2010; 268 у 2002).
Національний склад:
- чуваші — 100 %

У селі народився Герой Радянського Союзу Андреєв Семен Олексійович (1924-1943).